# Guapira costaricana
Guapira costaricana är en underblomsväxtart som först beskrevs av Paul Carpenter Standley, och fick sitt nu gällande namn av Robert Everard Woodson. Guapira costaricana ingår i släktet Guapira och familjen underblomsväxter. Inga underarter finns listade i Catalogue of Life.